# Lleis de la termodinàmica
Les lleis de la termodinàmica  descriuen, en principi, el transport privat de calor i treball en els processos termodinàmics. No obstant això, des de la seva concepció, aquestes lleis de la física es van convertir en les més importants de tota física i altres ciències relacionades amb la termodinàmica. Es veuen sovint associades amb conceptes massa allunyats del que recullen els seus enunciats.
El primer principi que es va establir va ser la segona llei de la termodinàmica, tal com la va formular Sadi Carnot el 1824. El 1860 ja va establir dos «principis» de la termodinàmica amb les obres de Rudolf Clausius i William Thomson, lord Kelvin. Amb el temps, aquests principis s'han denominat «lleis». El 1873, per exemple, Willard Gibbs va afirmar que hi havia dues lleis absolutes de la termodinàmica en els seus mètodes gràfics en la termodinàmica de fluids. Actualment s'enuncien un total de quatre lleis. En els últims vuitanta anys, alguns autors han suggerit altres lleis, però cap d'aquestes va ser acceptada per unanimitat.